# پیروزی (فیلم ۱۹۸۸)
پیروزی (به هندی: Vijay) فیلمی محصول سال ۱۹۸۸ و به کارگردانی یاش چوپرا است. در این فیلم بازیگرانی همچون راجش خانا، هما مالینی، ریشی کاپور، آنیل کاپور، میناکشی سشادری، راج بابار، موشومی چاترجی، انوپم کهیر، سونام، سعید جعفری، گلشن گروور، شاکتی کاپور، پاریکشیت سهنی، نیل نیتین موکش، آنجانا ممتاز، آنجو ماهندرو ایفای نقش کرده‌اند.